# Domenico Mombelli
Domenico Mombelli (Villanova Monferrato, 13 gennaio 1755 – Bologna, 15 marzo 1835) è stato un tenore, compositore e impresario teatrale italiano.

## Biografia
Era capo di una illustre famiglia di cantanti e musicisti che comprendeva la sua prima moglie, Luisa Laschi, che creò il ruolo della contessa di Almaviva ne Le nozze di Figaro, la sua seconda moglie, Vincenza Viganò Mombelli che scrisse il libretto per Demetrio e Polibio di Gioachino Rossini, e le sue figlie Ester e Anna, entrambe cantanti d'opera di successo. Fu anche fondatore e capo di una compagnia d'opera itinerante che si esibì a Lisbona, Padova e Milano dal 1806 al 1811. Tra le sue composizioni ci sono l'opera Didone su  libretto di Metastasio, diversi oratori e tre raccolte di arie per voce e pianoforte. Mombelli trascorse gli ultimi anni insegnando canto a Bologna dove morì all'età di 80 anni.

È sepolto alla Certosa di Bologna, al cippo 257 del Loggiato delle Tombe.